# Britt Robertson
Pour les articles homonymes, voir Robertson.
Brittany Leanna Robertson est une actrice américaine, née le 18 avril 1990 à Charlotte, en Caroline du Nord.
Elle est principalement connue grâce à ses rôles dans les séries télévisées Life Unexpected, The Secret Circle, Under the Dome, Girlboss et For the People puis dans les films The First Time, Chemins croisés, À la poursuite de demain, Un monde entre nous et J'y crois encore.

## Biographie
Brittany Robertson est la fille de Beverly Hayes et Ryan Robertson. Elle grandit à Greenville, en Caroline du Sud. Elle a six demi-frères et  demi-sœurs nés après la séparation de ses parents : deux filles et un garçon de sa mère et de son beau-père et une fille et deux garçons de son père et de sa belle-mère,.

### Débuts et révélation télévisuelle
Brittany Robertson joue pour la première fois devant un public alors qu'elle est encore enfant, interprétant de petits rôles au Greenville Little Theater. C'est en 2000, à l'âge de 10 ans, qu'elle apparaît pour la première fois à la télévision : elle prête ses traits à une version jeune de l'héroïne dans un épisode de la série Sheena, Reine de la Jungle.
À l'âge de 12 ans, elle voyage fréquemment à Los Angeles pour participer à des auditions et emménage dans la ville à 14 ans avec sa grand-mère paternelle, ses parents devant rester à Greenville pour s'occuper de ses jeunes demi-frères et sœurs. Son premier rôle important est celui de Michelle Seaver dans Quoi de neuf docteur : La Famille avant tout (en), téléfilm de 2004 dérivé de la série Quoi de neuf docteur ?. Quand elle a 16 ans, sa grand-mère retourne en Caroline du Nord et elle se retrouve seule à Los Angeles.
L'année 2007 marque un premier tournant. Elle s'extirpe des films et téléfilms pour adolescents en tenant un petit rôle dans la comédie dramatique Coup de foudre à Rhode Island, avec Steve Carell et Juliette Binoche, et apparaît dans un épisode de la série policière Les Experts. En 2008, elle joue le personnage principal dans L'Enfer du mensonge (en), un film original de Lifetime basé sur un roman de Jodi Picoult, La Couleur de la neige (en),. Elle décroche aussi son premier rôle récurrent dans Swingtown, une série estivale, et apparaît dans un épisode de New York, unité spéciale. L'année suivante, elle fait une apparition dans New York, section criminelle et dans la série médicale Three Rivers, et décroche un rôle secondaire dans le drame indépendant choral Mother and Child, mené notamment par Samuel L. Jackson et Naomi Watts.
C'est la télévision qui lui permet d'accéder à la révélation : entre 2010 et 2011, elle incarne la jeune Lux Cassidy aux côtés de Shiri Appleby, Kristoffer Polaha et Kerr Smith dans la série dramatique Life Unexpected, diffusée sur la chaîne The CW. La première saison du programme est saluée par la critique, mais les audiences insuffisantes conduisent à son arrêt au terme de la seconde saison. La performance de la comédienne convainc néanmoins The CW de lui trouver un nouveau rôle et l'actrice revient dès la rentrée suivante à la tête de la distribution de la série The Secret Circle, avec Phoebe Tonkin et Shelley Hennig. Mais cette série fantastique s'arrête en 2012 au bout d'une unique saison, dans l'indifférence cette fois générale.
En 2013, elle incarne Angie McAlister dans la série fantastique Under the Dome, diffusée durant l'été sur CBS. Son personnage, supposé être récurrent, est finalement présent durant toute la première saison.

### Progression au cinéma

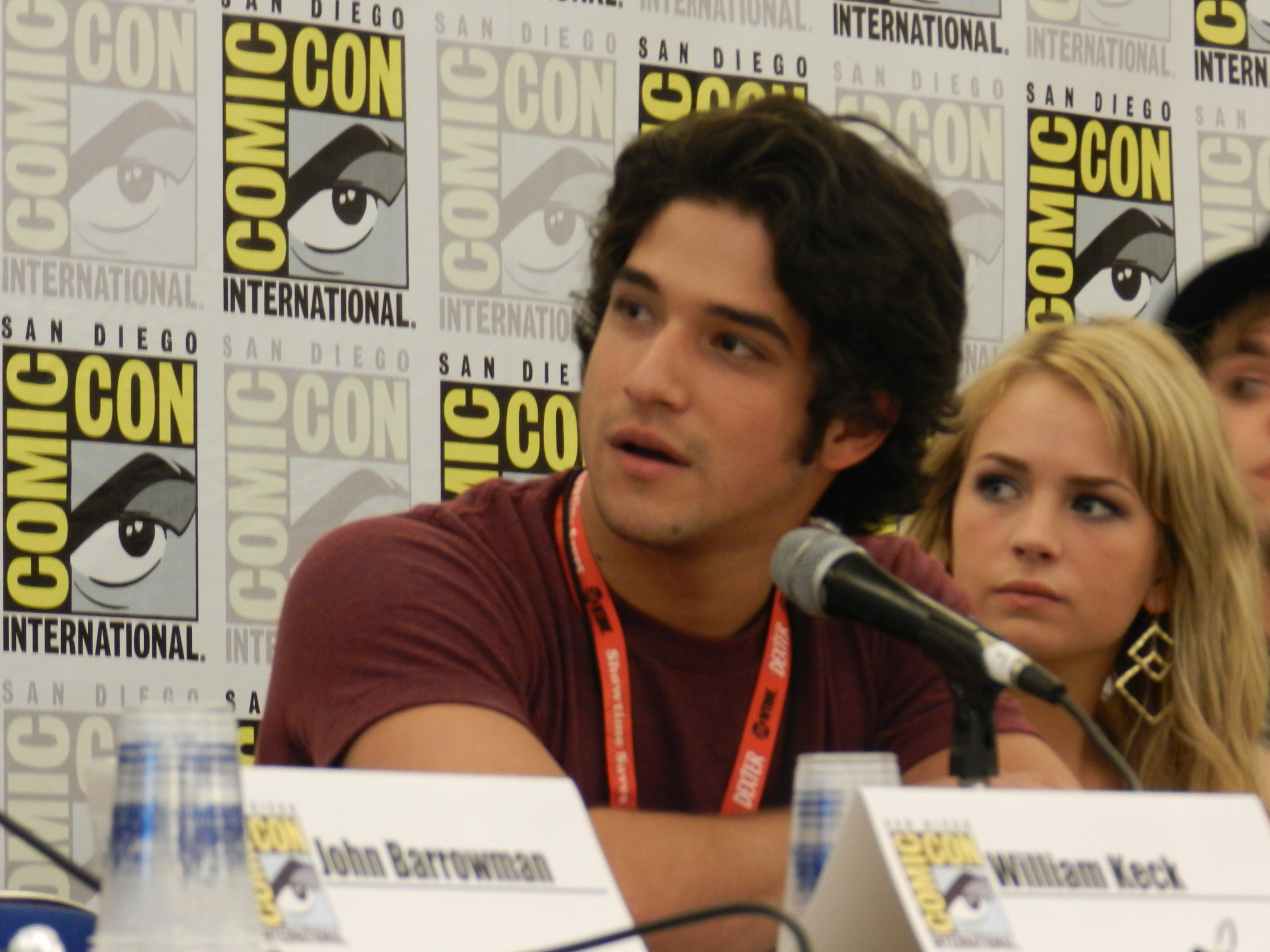
Au côté de l'acteur Tyler Posey en 2011, au Comic-Con de San Diego.

À compter de ses 21 ans, Brittany Robertson commence à tourner assidûment pour le cinéma. Elle joue en 2011 dans la comédie dramatique The Family Tree (en) et fait partie de l'un des nombreux caméos d'actrices de séries télévisées qui apparaissent dans la séquence d'ouverture de la comédie horrifique Scream 4 de Wes Craven. En 2012, elle se fait surtout remarquer en jeune adolescente complexe, héroïne du drame indépendant The First Time, aux côtés d'un autre acteur révélé par la télévision, Dylan O'Brien. En 2013, elle joue un des multiples enfants de Vince Vaughn dans la comédie Delivery Man.
Elle enchaîne alors avec d'autres projets plus ambitieux. En 2014, elle partage quelques scènes du drame indépendant Cake avec Jennifer Aniston et obtient un rôle de tête d'affiche dans Ask Me Anything (en), qui lui vaut de recevoir un prix au festival du film de Boston et à celui de Nashville.
L'année suivante, elle est à l'affiche de Chemins croisés avec une autre valeur montante, Scott Eastwood. Réalisé par George Tillman Jr., il s’agit de l’adaptation cinématographique du roman Chemins croisés de l’écrivain Nicholas Sparks. Ce mélo post-adolescent reçoit toutefois de très mauvaises critiques,.
Durant l'été sort le plus gros projet de sa carrière : le blockbuster de science-fiction familial À la poursuite de demain, écrit et réalisé par Brad Bird. Âgée de 25 ans, elle y incarne pourtant l'adolescente Casey Newton, amenée à découvrir un monde extraordinaire situé dans le futur. Elle y a pour partenaires George Clooney et Hugh Laurie. Le film est néanmoins une déception commerciale.
L'année 2016 est marquée par la sortie de deux autres projets cinématographiques. Dans un registre commercial, elle donne la réplique à un parterre de stars hollywoodiennes dont Jennifer Aniston et Julia Roberts dans la comédie romantique chorale Joyeuse fête des mères. Le film boucle la trilogie initiée par Garry Marshall avec Valentine's Day (2010) et Happy New Year (2011). Elle joue également au coté d'Eddie Murphy dans le drame Mr. Church de Bruce Beresford.
En 2017, on la retrouve dans le film de science-fiction romantique Un monde entre nous avec Asa Butterfield de Peter Chelsom et dans la comédie dramatique Mes vies de chien avec K. J. Apa de Lasse Hallström.
Puis en mai 2019, elle rejoint la distribution du film biographique, J'y crois encore (I Still Believe) d'Andrew et Jon Erwin pour interpréter le rôle de Melissa Camp, la femme de la star de la musique chrétienne, Jeremy Camp interprété par K. J. Apa. Elle est également aux côtés de Nathan Dean Parsons, Melissa Roxburgh, Shania Twain et Gary Sinise. Le film est sorti le 13 mars 2020 aux États-Unis et le 26 juin 2020 en France,.
Le 30 juillet 2021, elle est choisie pour jouer dans le film The Re-Education of Molly Singer réalisé par Andy Palmer aux côtés de Holland Roden, Cierra Ramirez, Nico Santos, Wendie Malick, Jaime Pressly et Ty Simpkins.

### Retour à la télévision
En juin 2016, Brittany Robertson est annoncée à la distribution principale de la série Girlboss pour interpréter Sophia Marlowe. Les treize épisodes de la première saison sont disponibles à compter du 21 avril 2017 sur Netflix, mais le 27 juin, la plate-forme annonce l'annulation de la série.
En 2018, elle fait partie de la distribution principale de la série dramatique et judiciaire For the People, tenant le rôle de la jeune avocate Sandra Bell. La série, produite par Shonda Rhimes, diffusée entre le 13 mars 2018 et le 16 mai 2019 sur le réseau ABC.

### Vie privée
De 2011 à 2018, elle a été en couple avec l'acteur Dylan O'Brien, rencontré sur le tournage de The First Time.
D'octobre à décembre 2018, elle a fréquenté l'acteur Graham Rogers.
Elle s'est mariée avec Paul Floyd le 8 avril 2023 à Los Angeles.

## Filmographie

### Cinéma
- 2003 : The Ghost Club de Ralph E. Portillo : Carrie
- 2003 : One of Them de Ralph E. Portillo : Elizabeth jeune
- 2004 : The Last Summer de Johnathan Landau : Beth
- 2006 : Keeping Up with the Steins de Scott Marshall : Ashley Grunwald
- 2007 : Coup de foudre à Rhode Island (Dan in Real Life) de Peter Hedges: Cara
- 2008 : Inside (From Within) de Phedon Papamichael : Claire
- 2009 : Mother and Child de Rodrigo García : Violet, la jeune aveugle
- 2010 : Cherry (en) de Jeffrey Fine : Beth
- 2010 : Triple Dog (en) de Pascal Franchot (en) : Chapin Wright
- 2011 : Scream 4 de Wes Craven : Marnie Cooper
- 2011 : The Family Tree (en) de Vivi Friedman (en) : Kelly Burnett
- 2012 : The First Time de Jon Kasdan : Aubrey Miller
- 2013 : White Rabbit de Tim McCann (en) : Julie
- 2013 : Delivery Man de Ken Scott : Kristen
- 2014 : Ask Me Anything (en) d'Allison Burnett (en) : Katie Kampenfelt
- 2014 : Cake de Daniel Barnz : Becky
- 2015 : Chemins croisés (The Longest Ride) de George Tillman Jr. : Sophia Danko
- 2015 : À la poursuite de demain (Tomorrowland) de Brad Bird : Casey Newton
- 2016 : Joyeuse fête des mères (Mother's Day) de Garry Marshall : Kristin
- 2016 : Mr. Church de Bruce Beresford : Charlotte
- 2017 : Un monde entre nous (The Space Between Us) de Peter Chelsom : Tulsa
- 2017 : Mes vies de chien (A Dog's Purpose) de Lasse Hallström : Hannah
- 2020 : J'y crois encore (I Still Believe) de Andrew et Jon Erwin : Melissa Henning
- 2020 : Le Souffle coupé (en) (A Mouthful of Air) de Amy Koppelman : Rachel Davis
- 2021 : Books of Blood de Brannon Braga : Jenna
- 2023 : Le Défi de Moly Singer (The Re-Education of Molly Singer) de Andy Palmer : Molly Singer
- 2024 : The Merry Gentlemen de Peter Sullivan : Ashley

### Télévision

#### Séries télévisées
- 2000 : Sheena, Reine de la Jungle (Sheena) : Sheena petite (saison 1, épisode 6, La Grotte aux souvenirs)
- 2001 : Power Rangers : La Force du temps (Power Rangers Time Force) : Tammy (saison 1, épisode 11, Trip doute de lui)
- 2005-2006 : Freddie (en) : Mandy (épisodes 3 et 19, Halloween et Freddie and the Hot Mom)
- 2007 : The Winner (en) : Vivica (épisode pilote)
- 2007 : Les Experts (CSI: Las Vegas) : Amy Macalino (saison 8, épisode 3, Une famille en enfer)
- 2008 : Swingtown : Samantha Saxto (13 épisodes)
- 2008 : New York, unité spéciale (Law & Order: Special Victims Unit) : Tina Bernardi (saison 10, épisode 6, Le Pacte de grossesse)
- 2009 : New York, section criminelle (Law & Order: Criminal Intent) : Kathy Devildis (saison 8, épisode 9, Que sa volonté soit faite)
- 2009 : Three Rivers : Brenda (épisode 3, La Peur de vivre)
- 2010 - 2011 : Life Unexpected : Lux Cassidy (rôle principal, 26 épisodes)
- 2011 - 2012 : The Secret Circle : Cassie Blake (rôle principal, 22 épisodes)
- 2013 - 2014 : Under the Dome : Angie McAlister (saisons 1 et 2, 15 épisodes)
- 2016 : Casual : Fallon (saison 2, épisodes 5 à 7)
- 2017 : Girlboss : Sophia Marlowe (rôle principal, 13 épisodes)
- 2018-2019 : For the People : Sandra Bell (rôle principal - 20 épisodes)
- 2020 : Little Fires Everywhere : Rachel (saison 1, épisode 6)
- 2022-2023: The Rookie: Feds : Laura Stensen (rôle principal)

#### Téléfilms
- 2004 : Tangled Up in Blue de Holly Goldberg Sloan : Tula
- 2004 : Quoi de neuf docteur : La Famille avant tout (en) (Growing Pains: Return of the Seavers) de Joanna Kerns : Michelle Seaver
- 2006 : Jesse Stone : Une ville trop tranquille (Jesse Stone: Night Passage) de Robert Harmon : Michelle Genest
- 2006 : Women of a Certain Age d'Arlene Sanford : Doria
- 2007 : Amours de vacances (Frank) de Douglas Cheney : Anna York
- 2008 : L'Enfer du mensonge (en) (The Tenth Circle) de Peter Markle : Trixie Stone
- 2011 : Avalon High : Un amour légendaire (Avalon High) de Stuart Gillard : Allie Pennington

## Voix francophones
En France, Camille Donda est la voix régulière de Britt Robertson. Rebecca Benhamour l'a également doublée à quatre reprises.
En France
| - Camille Donda dans : - Swingtown (série télévisée) - Three Rivers (série télévisée) - Life Unexpected (série télévisée) - Under the Dome (série télévisée) - À la poursuite de demain - Books of Blood - Quand le destin s'en mêle - The Rookie : Le Flic de Los Angeles (série télévisée) - The Rookie: Feds (série télévisée) - The Merry Gentlemen (en) - Rebecca Benhamour dans : - Chemins croisés - Un monde entre nous - Mes vies de chien - Big Sky (série télévisée) | - Marie Diot dans : - The Secret Circle (série télévisée) - Joyeuse fête des mères Et aussi - Pauline Detraz dans Coup de foudre à Rhode Island - Mélanie Dermont (Belgique) dans Avalon High : Un amour légendaire (téléfilm) - Audrey Sablé dans Scream 4 - Sophie Frison (Belgique) dans The First Time - Claire Tefnin (Belgique) dans Mr. Church - Ludivine Deworst (Belgique) dans Girlboss (série télévisée) - Victoria Grosbois dans For the People (série télévisée) - Audrey d'Hulstère (Belgique) dans J'y crois encore |

Au Québec

## Distinctions
Sauf indication contraire, les informations mentionnées dans cette section peuvent être confirmées par la base de données cinématographiques IMDb,  présente dans la section « Liens externes ».Récompenses
- 2014 : Boston Film Festival : Meilleure actrice dans un second rôle pour White Rabbit
- 2014 : Nashville Film Festival : Gagnants des prix du concours narratif Bridgestone pour Ask Me Anything (en)
- 2015 : CinemaCon : Star de demain

Nominations
- 2004 : Young Artist Awards : Meilleure performance dans un téléfilm, une minisérie ou une émission spéciale - Jeune actrice principale pour The Ghost Club
- 2015 : 17e cérémonie des Teen Choice Awards :
  - Meilleure actrice dans une série télévisée dramatique pour Chemins croisés (The Longest Ride)
  - Meilleure actrice dans une série télévisée de Science-fiction ou Fantastique pour À la poursuite de demain (Tomorrowland)
- 2016 : 18e cérémonie des Teen Choice Awards : Meilleure actrice dans un film AnTEENcipated pour Un monde entre nous (The Space Between Us)